# Yeshwant Ghadge
Yeshwant Ghadge född den 16 november 1924, stupad i strid den 10 juli 1944, var en naik vid 5th Mahratta Light Infantry, Brittisk-indiska armén. Han belönades postumt med Viktoriakorset när han som gruppchef i Italien ensam stormade och nedgjorde en fientlig kulspruteställning som sårat eller dödat hela hans grupp, varvid han stupade.